# Gojirasaurus
Gojirasaurus ("Gušter-Godzilla") je rod dinosaura neizvjesnog postojanja koji je nazvan Gojira zato što je to japanski naziv za Godzillu. Do sada je otkrivena jedna vrsta. Bila je pronađena u Kanjonu bakra u Novom Meksiku. Otkriveni su neki dijelovi kostura, a procjenjuje se da je ova životinja bila duga 5,5 m, a time i teška vjerojatno 150-200 kg. Živjela je u periodu Norija u Kasnom trijasu, prije oko 210 milijuna godina.
Gojirasaurus je bio pripadnik nadporodice Coelophysoidea, u koju su spadali maleni rani teropodi. Gojirasaurus je jedan od najvećih poznatih mesojedih dinosaurusa iz Trijasa i bio je ogroman za svoje vrijeme. Prvi ostaci za koje se smatralo da pripadaju ovoj vrsti bili su zub, četiri rebra, četiri kralješka, kosti kuka i tibia (donja nožna kost). Međutim, kasnija istraživanja su pokazala da su kralješci pripadali Shuvosaurusu. Danas se smatra da samo tibia i kost kuka pripadaju Gojirasaurusu. Nožna kost i kost kuka se ne mogu razlikovati od onih kod Coelophysisa, zbog čega je status ovog roda dvojben.